# Colombe de Grenade
Leptotila wellsi
Espèce
Statut de conservation UICN

 CR C2a(i) : 
En danger critique
La Colombe de Grenade, (Leptotila wellsi) est une espèce d'oiseaux de la famille des Columbidae.

## Caractéristiques
La Colombe de Grenade est un petit oiseau mesurant 31 cm.

## Répartition
Cette espèce est endémique de la Grenade.

## Habitat
L'espèce vit généralement dans des forêts sèches. On la trouve entre 0 et 150 m d'altitude.

## Menaces et conservation
La Colombe de Grenade est inscrite dans la liste rouge de l'UICN sous la catégorie CR (en danger critique). L'espèce dénombre entre 136 et 182 individus s'étalant sur 31km2 et elle est actuellement en déclin.
L'espèce est menacée par le développement résidentiel et commercial, les élevages, les pollutions, les espèces invasives, le changement climatique...

## Publication originale
- Lawrence, 1884 : Characters of a new species of pigeon, of the genus Engyptila, from the island of Grenada, West Indies. Auk, vol. 1, p. 180-181.